# Азеведу, Жозе
Жозе Бунту Азеведу Карвалью (порт. José Bento Azevedo Carvalho, род. 19 сентября 1973 в Оэйраше, Португалия) — португальский профессиональный шоссейный велогонщик. Участник летних Олимпийских игр 2004 и 2000 годов. Главный спортивный директор велокоманды Team Katusha с 2014 года.

## Победы
1998
- Trophée Joaquim Agostinho

2001
- Чемпион Португалии в индивидуальной гонке на время

2003
- Тур Германии — этап 5 и 2-е место в общем зачёте

## Статистика выступлений наГранд Турах
| Гранд Тур | 2001 | 2002 | 2003 | 2004 | 2005 | 2006 |
| --------- | ---- | ---- | ---- | ---- | ---- | ---- |
| Джиро     | 5    | -    | -    | -    | -    | -    |
| Тур       | -    | 6    | 26   | 5    | 30   | 19   |
| Вуэльта   | -    | 34   | -    | -    | -    | -    |